# Rafik El Kamel
Rafik El Kamel (arabe : رفيق الكامل soit Rafīq al-Kāmil), né le 4 juin 1944 et mort le 12 mars 2021, est un peintre tunisien.

## Biographie
En 1966, Rafik El Kamel sort diplômé de l'École des beaux-arts de Tunis puis il poursuit son développement artistique à Paris, à l'École des arts décoratifs, en section « art monumental ». Dans l'atelier Despierre, durant quatre années, il se passionne pour l'expression épurée de la peinture, ainsi que l'esprit d'artistes contemporains tels qu'Antoni Tàpies et Pablo Picasso.
En 1971, il devient à son tour professeur à l'École des beaux-arts de Tunis où il va, selon l'historien de l'art Zoubeir Lasram, « prôner une démarche singulière quant à l'enseignement de la peinture ». Cette même motivation le fait participer activement à la création en 1973 d'un nouvel espace d'expositions et de recherches, la Galerie Irtissem. Cet espace est le résultat d'un effort collectif avec Mahmoud Sehili, Ridha Ben Abdallah, Tahar Mimita et d'autres jeunes artistes.

## Expositions
Rafik El Kamel a organisé une série d'expositions personnelles.
- 1966 : Galerie Yahia, Tunis
- 1966 : Centre culturel allemand, Tunis
- 1976 : Galerie Irtissem, Tunis
- 1979 : Galerie Irtissem, Tunis
- 1980 : Galerie Philippe-Frégnac, Paris
- 1982 : Galerie Renate-Seeger, Munich
- 1984 : Musée de Sidi Bou Saïd
- 1986 : Galerie Gorgi, Tunis
- 1987 : Galerie Philippe-Frégnac, Paris
- 1989 : Espace Sophonisbe, Carthage
- 1990 : Galerie Ammar-Farhat,  Sidi Bou Saïd
- 2009 : Galerie du Violon Bleu, Sidi Bou Saïd (Transfigurations)[6]
- 2012 : Galerie Kalysté[7], Ariana
- 2016 : Galerie du Violon Bleu, Sidi Bou Saïd[8]

Il a également participé à une série d'expositions collectives internationales :
- 1970 : Salon de mai, Paris
- 1970 : Cité internationale des arts, Paris
- 1985 : Kuwait Exhibition of Arab Artists, Koweït
- 1986 : Six artistes contemporains tunisiens[9], Lille Métropole Musée d'Art moderne, d'Art contemporain et d'Art brut, Villeneuve-d'Ascq
- 1986 : Théâtre du Rond-Point, Paris
- 1987 : Musée d'arts africains et océaniens, Paris
- 1988 : Quatre peintres arabes : Azzaoui, El Kamel, Kacimi, Marwan[10], Institut du monde arabe, Paris
- 1989 : Trois peintres maghrébins : El Kamel, Kacimi, Benater, Hippodrome de Douai
- 1990 : Trois peintres maghrébins, Fondation Chuman, Jordanie
- 1999 : Quatre artistes de Tunisie[11], Centre d'art contemporain, Bruxelles
- 2002 : Perspective sur l'art arabe contemporain[12], Institut du monde arabe, Paris
- 2007 : Gulf Art Fair[13], Dubaï
- 2008 : Contemporary Arab Art[14], Le Violon Bleu, Londres
- 2013 : Tajreed - A Selection of Arab Abstract Art 1908-1960[15], Koweït
- 2016 : Art Dubai 2016 – Part 1 – Modern Art Dubai[16], Dubaï
- 2017 : E-Mois, autobiographie d'une collection[17], Musée d'Art contemporain africain Al-Maaden, Marrakech
- 2020 : Welcome Home Vol. II[18], Musée d'Art contemporain africain Al-Maaden, Marrakech

## Distinctions
En 1984, Rafik El Kamel reçoit le premier prix de la ville de Tunis et le premier prix de l'exposition annuelle de l'art contemporain à Tunis[réf. nécessaire].
En 1985, il remporte le premier prix de la Kuwait Exhbition for Arab Artists[réf. nécessaire].
Le 8 novembre 2019, la Poste tunisienne honore Rafik El Kamel en le faisant figurer sur un timbre postal dans une série de portraits de personnalités tunisiennes dans l'art contemporain tunisien.